# Vic-le-Fesq
Vic-le-Fesq település Franciaországban, Gard megyében. Lakosainak száma 582 fő (2022. január 1.). Vic-le-Fesq Cannes-et-Clairan, Combas, Crespian, Fontanès, Lecques és Orthoux-Sérignac-Quilhan községekkel határos.

## Népesség
A település népessége az elmúlt években az alábbi módon változott:
| Lakosok száma | 199  | 209  | 250  | 331  | 449  | 492  | 522  | 546  | 561  | 582  |
|               | 1968 | 1982 | 1990 | 2006 | 2013 | 2015 | 2017 | 2019 | 2020 | 2022 |